# Comandante Cobra
Il Comandante Cobra (Cobra Commander) è un personaggio immaginario e l'antagonista principale della serie di fumetti e cartoni animati G.I. Joe: A Real American Hero e dei film cinematografici.

## Caratteristiche del personaggio

### Sunbow
Nella serie animata originale degli anni '80, il comandante Cobra è il capo dei Cobra ed è l'antagonista principale della prima stagione. Usando la sua organizzazione, tenta ripetutamente di conquistare il mondo in vari modi, come cercare di forzare la volontà sulle persone creando la propria stazione televisiva compiendo il lavaggio del cervello in tutto il mondo. Tuttavia, a differenza della versione fumettistica, il comandante Cobra ha un comportamento più simile a Skeletor della Filmation: è estremamente immaturo, infantile e codardo, incline a fare capricci infantili ai suoi insuccessi e lasciare i suoi scagnozzi nel bel mezzo della battaglia. I suoi fallimenti alla fine portarono il Dr. Mindbender a creare Serpentor, riducendo in tal modo il comandante Cobra come antagonista secondario nella seconda stagione.
In G.I. Joe: The Movie, la verità sull'origine del comandante Cobra è rivelata: era un nobile della città nascosta di Cobra-La, che dopo un incidente di laboratorio sulla faccia spuntarono occhi extra. Percependo la rabbia nel giovane, Golobulus, il sovrano di Cobra-La, lo usò per creare l'organizzazione Cobra, ma si arrabbiò per i fallimenti del comandante Cobra. Durante il film, il comandante Cobra viene devoluto in un serpente e usato come animale domestico da Serpentor.
Tuttavia nella seconda serie animata, della DiC Entertainment, dopo gli eventi del film, la Baronessa, che voleva vendicarsi di Destro e Serpentor, lo riporta alla sua forma semi-umana, e lo equipaggia con una speciale armatura da battaglia. Riprendendo il suo posto come capo dei Cobra, e come antagonista principale della serie, il comandante Cobra continua successivamente con i suoi piani semi-comici di conquistare il mondo, per poi essere sventato continuamente dai G.I. Joe.

### Transformers
Il Comandante Cobra fa la sua comparsa anche come antagonista secondario nell'episodio della terza stagione "Solo umano" della serie animata Transformers, in quanto terrorista in pensione che ha il nome di "Old Snake" e che lavora per i criminali. Ambientato nell'anno 2006 dopo gli eventi del cartone classico dei G.I. Joe nell'universo Transformers, il comandante Cobra in pensione è stato ingaggiato dal boss del crimine Victor Drath per aiutarlo ad imparare il segreto della tecnologia synthoid per usarlo contro gli Autobot. Dopo averli attirati con successo in una trappola, il comandante trasferisce la coscienza di Rodimus Prime, Ultra Magnus, Arcee e Springer in corpi umani. Victor Drath in seguito progetta di distruggere i corpi robotici degli Autobot ma su consiglio dal comandante usa tali corpi come arma. Alla fine, gli Autobot dopo aver riacquistato i loro corpi robotici arrestano Drath e la sua banda. Il comandante Cobra riuscito a non farsi catturare, cammina verso il tramonto, commentando "non ci sono più i terroristi di una volta" per poi gridare il vecchio motto dei COBRA, solo per finire con la tosse.

### Cinema
Rexford "Rex" Lewis, alias il Comandante Cobra (interpretato da Joseph Gordon-Levitt), compare come uno due antagonisti principali nel primo film cinematografico G.I. Joe - La nascita dei Cobra, assieme con Destro. Il personaggio ritorna anche come antagonista principale nel sequel G.I. Joe - La vendetta, interpretato da Luke Bracey.